# Principes de Bellagio
Les principes de Bellagio sont un ensemble de principes destinés à guider l'évaluation des progrès en faveur du développement durable. Ils ont été élaborés par un groupe d'experts réunis en 1996 à Bellagio en Italie.
BellagioSTAMP a remplacé en 2009 les principes originels définis en 1996.
Ces principes sont destinés à guider l'élaboration de tout indicateur ou système d'indicateurs destinés à mesurer les progrès en matière de développement durable.

## Contenu
Le premier principe porte sur le point de départ de toute évaluation, c'est-à-dire sur l'établissement d'une vision du développement durable et sur la formulation d'objectifs clairs fournissant une définition concrète de cette vision en des termes utiles pour les décideurs.
Les principes 2 à 5 portent sur le contenu de toute évaluation et sur la nécessité de conjuguer la perception du système dans son ensemble et l'examen pratique des problèmes prioritaires de l'heure.
Les principes 6 à 8 traitent d'objectifs clés d'évaluation.
Les principes 9 et 10 portent sur le besoin de prévoir des capacités d'évaluation permanentes.